# Holártico

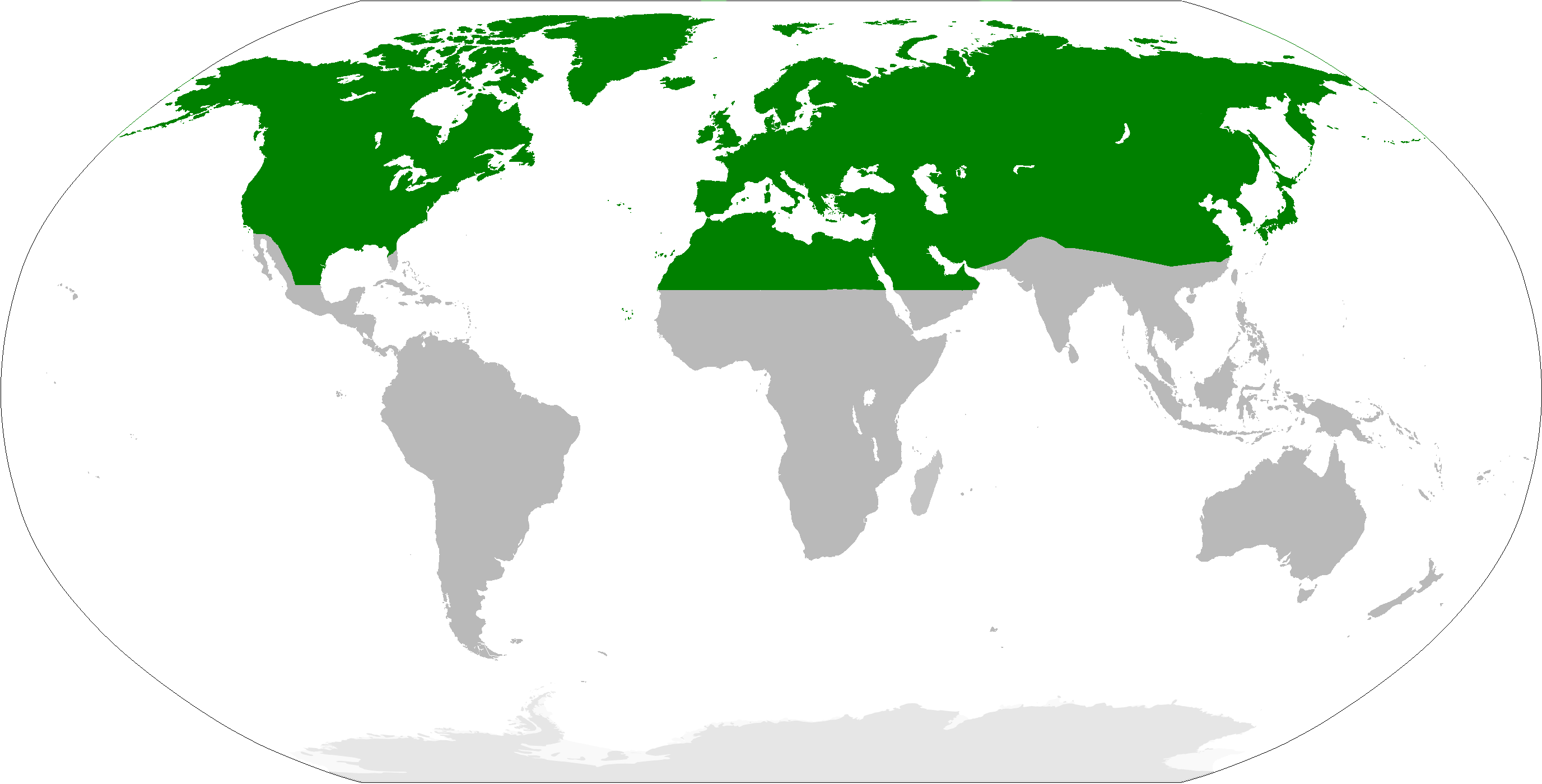
Región holártica.

Holártico hace referencia a los hábitats encontrados en los continentes boreales del mundo como un conjunto. Es una región que se divide en la ecozona paleártica, consistente en África del Norte y toda Eurasia, con la excepción del sudeste asiático y el subcontinente indio, y la ecozona Neártica, que comprende toda Norteamérica hasta el norte de México.

## Ecorregiones
Estas regiones a su vez se subdividen en multitud de ecorregiones. Muchos ecosistemas, y las comunidades de animales y plantas que dependen de ellos, pueden hallarse en varios continentes a la vez en grandes porciones de esta ecozona. La continuidad de estos ecosistemas es el resultado de la historia glacial compartida de esta ecozona. El reino floral boreal corresponde a la ecozona holártica.

## Principales ecosistemas

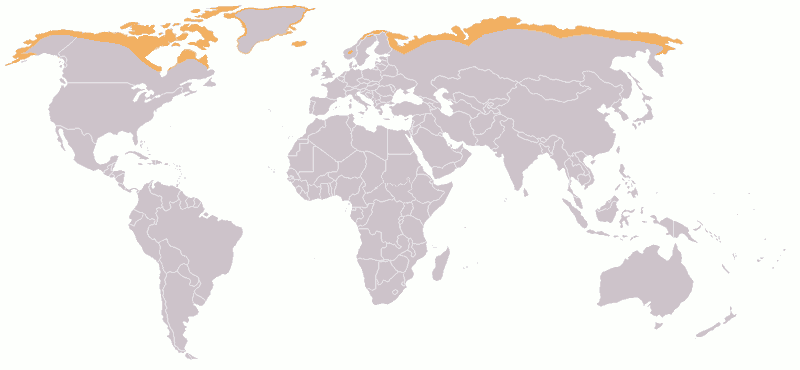
Zona correspondiente a la tundra.

Dentro de la ecozona holártica hay una serie de ecosistemas. El tipo de ecosistema encontrado en una zona depende de la latitud y de la geografía local. Muy al norte, una banda de tundra ártica circunda la orilla del océano Ártico. El terreno bajo esta tierra es permafrost, permanentemente congelado. En estas difíciles condiciones de crecimiento, pocas plantas sobreviven. Al sur de la tundra, se extiende la taiga sobre Norteamérica y Eurasia. Esta tierra se caracteriza por la presencia de árboles de coníferas. Al sur de este lugar, los ecosistemas se vuelven más diversos. Algunas zonas están cubiertas de praderas, mientras que otras lo están por bosques de clima templado, dominados por árboles caducifolios. La extensión hacia el sur de la ecozona holártica suele llegar al desierto, que está dominado por plantas y animales adaptados a las condiciones de sequía (Schultz, 2007).

## Especies con distribución holártica

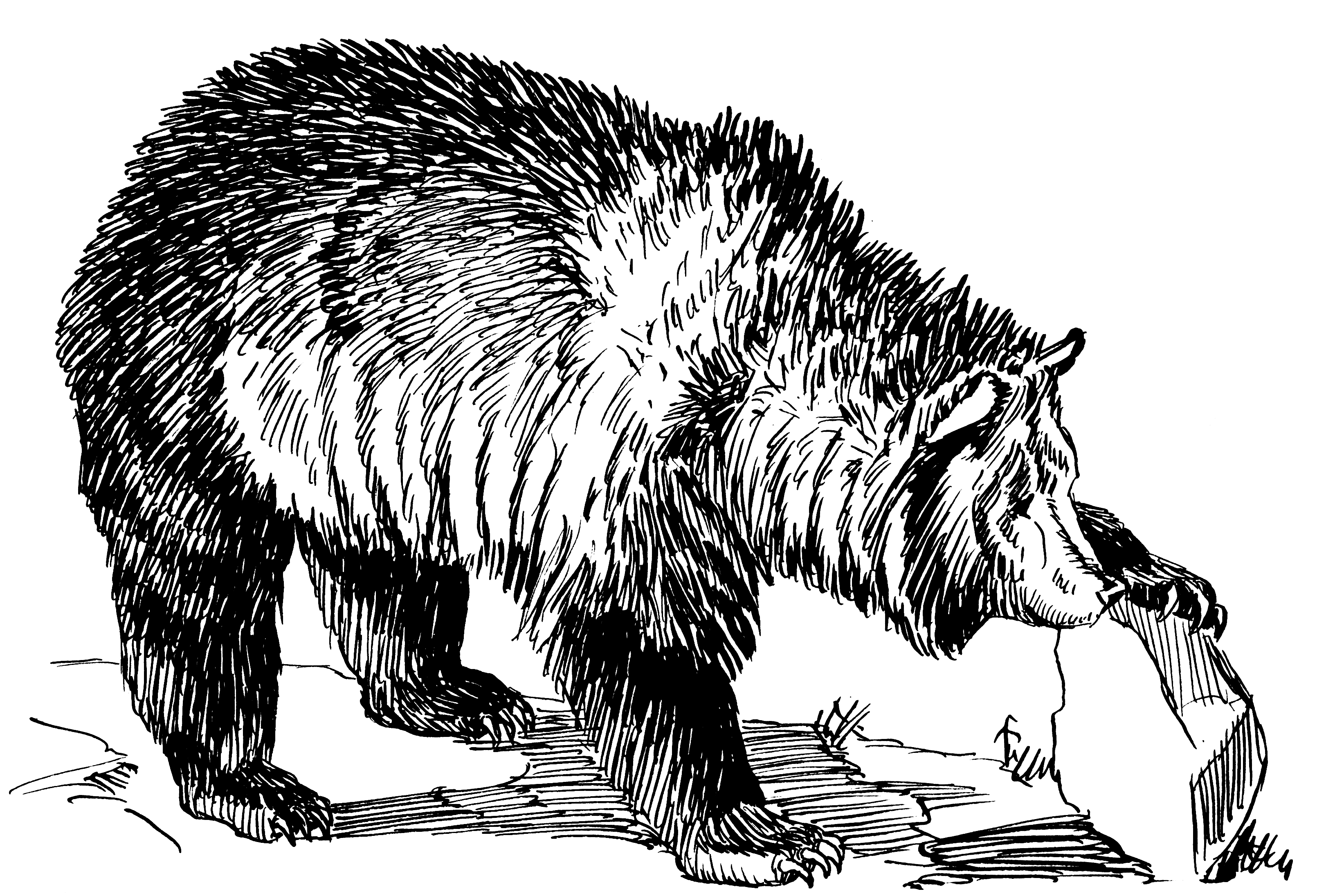
Oso pardo.

Existen multitud de especies animales distribuidas por todos los continentes, a través de gran parte de la ecozona holártica. Entre estas especies se encuentran el oso pardo, el lobo, el zorro rojo, el glotón, el alce, el reno y el cuervo común.
- El oso pardo puede encontrarse en zonas montañosas y semiabiertas distribuidas por todo el holártico. Hubo un tiempo en que ocupaba zonas mucho mayores, pero ha ido siendo expulsado por el desarrollo humano con la consecuente fragmentación de su hábitat. En la actualidad solo puede encontrarse en las zonas de páramo aun existentes.
- El lobo puede encontrarse en un gran número de hábitats, desde la tundra hasta el desierto, con diferentes poblaciones adaptadas a cada uno. Su distribución histórica abarca la mayor parte de la ecozona holártica, aunque las actividades humanas tales como el desarrollo y la exterminación activa han erradicado las especies de gran parte de esta zona.
- El zorro rojo es un depredador altamente adaptable. Es el carnívoro terrestre con más amplia distribución y está adaptado a una amplia variedad de hábitats, incluyendo zonas de intenso desarrollo humano. Como el lobo, se distribuye por la mayor parte del holártico, pero ha evitado la erradicación.
- El glotón es un importante miembro de la familia de las comadrejas que puede encontrarse principalmente en los bosques árticos y boreales, extendiéndose hacia el sur en las regiones montañosas. Se distribuye en dichas áreas por toda Eurasia y Norteamérica.

El caribú, habitante de las zonas del norte del holoártico.

- El alce es el miembro mayor de la familia de los ciervos. Puede encontrarse en la mayor parte de la taiga de Escandinavia, a través de Eurasia y hacia el este de Norteamérica. En algunas zonas se extiende al sur hacia el bosque caducifolio.
- El reno o caribú puede hallarse en la taiga y la tundra de las zonas del norte del holártico. En Eurasia ha sido domesticado. Se divide en varias especies, que están adaptadas a diferentes hábitats y zonas geográficas.
- El cuervo común es el más extendido de los córvidos y uno de los de mayor tamaño. Puede encontrarse en multitud de hábitats pero, con mayor frecuencia, en las zonas boscosas del norte. Se sabe que se adapta bien a las zonas de actividad humana. Su distribución también se extiende por la mayor parte de la ecozona holártica.

## Origen
La continuidad de las zonas del norte del holártico proviene de su historia glacial compartida. Durante el Pleistoceno, estas zonas estaban sometidas a repetidas glaciaciones. Los casquetes polares se expandieron, erradicando la vida a su paso y dando forma a la topografía. Durante los períodos glaciales, las especies sobrevivieron en refugios, pequeñas zonas que mantenían un clima apropiado debido a la geografía local. Estas zonas se cree que han existido principalmente en las regiones al sur, pero algunas pruebas genéticas y paleontológicas apuntan hacia la existencia de refugios adicionales en áreas resguardadas del norte (Stewart y Lister, 2001).
Dondequiera que se encontrasen estas zonas, se convirtieron en una fuente de poblaciones durante los períodos interglaciales. A medida que los glaciares se retiraban, las plantas y animales se extendían rápidamente por las zonas recientemente abiertas. Diferentes taxones respondieron de forma distinta ante estas condiciones de rápido cambio. Las especies arborícolas se extendieron hacia el exterior desde los refugios durante los períodos interglaciales, pero con patrones variados, al predominar árboles diferentes en los diferentes períodos (Taberlet y Chedadi, 2002).
Los insectos, por otra parte, desplazaron sus rangos con el clima, manteniéndose la consistencia de las especies durante la mayor parte del período (Coope, 1994). Su alto grado de movilidad les permitió desplazarse a medida que los glaciares avanzaban o se retiraban, y permaneció su hábitat constante a pesar de las oscilaciones climáticas. En su aparente falta de movilidad, las plantas consiguieron también colonizar nuevas zonas rápidamente.
Estudios sobre el polen fósil indican que los árboles recolonizaron estas tierras a un ritmo exponencial (Bennet, 1986). Los mamíferos recolonizaron a diferentes ritmos. Los osos pardos, por ejemplo, se desplazaron rápidamente desde los refugios a medida que se retiraban los glaciares, convirtiéndose en uno de los primeros mamíferos en recolonizar la tierra (Sommer y Benecke, 2005). El último período glacial terminó hace aproximadamente 10 000 años, hecho que dio como resultado la presente distribución de ecorregiones.
Otro factor que contribuye a la continuidad de los ecosistemas holárticos es el movimiento entre continentes permitido por el Puente de Beringia, que apareció debido al descenso del nivel del mar derivado de la expansión de los casquetes polares. Las comunidades que pueden encontrarse en el Paleártico y el Neártico son diferentes, pero tienen un gran número de especies en común. Este es el resultado de varios intercambios faunísticos que tuvieron lugar a lo largo del Puente de Beringia. No obstante, estas migraciones estuvieron en su mayoría limitadas a las grandes especies, tolerantes del frío (Rodríguez et al 2006). En la actualidad, son estas especies las que principalmente se encuentran por toda la ecozona.

## Amenazas
Al ser el holártico una zona enorme, está sujeta a problemas ambientales de escala internacional. Las principales amenazas que afectan a toda la región son las que derivan del calentamiento global y la fragmentación de hábitat. Las primeras corresponden particularmente al norte, ya que estos ecosistemas están adaptados al frío. Las segundas corresponden con mayor grado al sur, donde prevalece el desarrollo humano.
El calentamiento global es una amenaza para todos los ecosistemas de la Tierra, pero constituye una amenaza más inmediata para los existentes en climas fríos. Las comunidades de especies que existen en estas latitudes están adaptadas al frío, de modo que cualquier calentamiento significativo puede alterar la balanza. Por ejemplo, los insectos luchan por sobrevivir a los inviernos fríos típicos de la taiga. Muchos no lo consiguen, especialmente en inviernos duros. No obstante, los inviernos se han vuelto recientemente más suaves, lo cual ha tenido un efecto drástico sobre el bosque. La mortalidad de algunas especies de insectos durante el invierno ha disminuido drásticamente, permitiendo el aumento de la población en años subsecuentes. En algunas zonas los efectos han sido severos. La explosión demográfica del escarabajo del abeto ha exterminado el noventa por ciento de los abetos de la Península de Kenai; esto se debe principalmente a una serie inusual de años cálidos desde 1987 (Logan et al 2003).
En este caso, una especie nativa ha causado una alteración masiva del hábitat como resultado de un cambio climático. El aumento de las temperaturas también puede permitir que las especies consideradas plagas aumenten su rango, desplazándose hacia hábitats que antes eran inadecuados. Estudios sobre áreas potenciales de superpoblación del escarabajo del abeto indican que, a medida que el clima cambie, estos escarabajos se expandirán hacia el norte y hacia mayores altitudes (Williams y Liebhold, 2002). Con temperaturas más altas, la infestación por parte de los insectos se convertirá en un problema más grave en todas las zonas del norte del holártico.
Otro efecto potencial del calentamiento global sobre los ecosistemas del norte es el derretimiento del permafrost. Es un hecho que puede tener efectos significativos sobre las comunidades de plantas adaptadas al suelo congelado, y que puede también tener implicaciones sobre cambios climáticos adicionales. A medida que el permafrost se derrita, cualquier árbol que crezca en su superficie perecerá, y la tierra se desplazará del bosque a la turba. Muy al norte, los arbustos podrán ocupar los lugares que en un principio eran tundra. El efecto preciso dependerá de si el agua retenida puede o no drenarse. En cualquier caso, el hábitat experimentará un cambio. El derretimiento del permafrost puede también acelerar el cambio climático en el futuro. Dentro del permafrost hay encerradas grandes cantidades de carbono. Si el suelo se derrite, el carbono puede liberarse en el aire en forma de dióxido de carbono o metano. Ambos son gases de efecto invernadero (Stokstad, 2004).
La fragmentación es un problema que amenaza a una amplia variedad de hábitats por todo el mundo, y el holártico no es un excepción. La fragmentación presenta múltiples efectos negativos sobre las poblaciones. A medida que estas se aíslan, su diversidad genética sufre y se hacen susceptibles de desastres repentinos y de extinción. Mientras que las zonas del norte del holártico representan algunas de las más vastas áreas de páramo que quedan sobre la Tierra, las zonas del sur están en algunos lugares ampliamente desarrolladas. Esta ecozona contiene la mayoría de los países desarrollados, incluyendo Estados Unidos y Europa Occidental. Los bosques templados fueron los principales ecosistemas en muchas de las zonas más desarrolladas en la actualidad. Estas tierras se usan ahora para la agricultura intensiva o bien se han urbanizado. A medida que las tierras se han desarrollado para usos agriculturales y ocupación humana, el hábitat natural se ha limitado en la mayoría de los casos a zonas consideradas inadecuadas para el uso humano, tales como zonas de pendiente o rocosas (Schultz, 2007). Este patrón de desarrollo limita la habilidad de los animales, especialmente los de gran tamaño, para migrar de un lugar a otro.
Los carnívoros de gran tamaño están particularmente afectados por la fragmentación del hábitat. Estos mamíferos, tales como el oso pardo y el lobo, requieren grandes zonas de tierra con un hábitat relativamente intacto para sobrevivir como individuos. Para mantener una población sostenible, se requieren zonas aún mayores. Pueden también actuar como especies clave, regulando las poblaciones de las especies que cazan. Por lo tanto, su conservación tiene implicaciones directas sobre un gran número de especies, y es difícil de lograr políticamente debido al gran tamaño de las zonas que necesitan (Paquet, 1996). Con el aumento del desarrollo, estas especies en particular están en riesgo, lo cual podría tener efectos que afectasen a todo el ecosistema.

## Acciones de conservación
Las amenazas a la ecozona holártica no pasan desapercibidas. Se están realizando muchos esfuerzos para mitigar dichas amenazas, con la esperanza de conservar la biodiversidad de la región. Los acuerdos internacionales para combatir el calentamiento global pueden ayudar a reducir los efectos del cambio climático en esta región. También hay en proceso esfuerzos para luchar contra la fragmentación de hábitat, tanto a escala local como global.
El más comprensivo esfuerzo para combatir el calentamiento global hasta la fecha es el Protocolo de Kioto. Los países desarrollados que firman este protocolo coinciden en reducir sus emisiones colectivas de gases de efecto invernadero en un cinco por ciento desde 1990 para algún momento entre 2008 y 2012. La gran mayoría de estas naciones se hallan dentro del holártico. Cada país recibe un objetivo para sus niveles de emisión, y pueden negociar los créditos de emisiones en un sistema mercantil que incluye también a los países desarrollados. Una vez que finalice este período, se escribirá un nuevo acuerdo para mitigar aún más los efectos del cambio climático. El proceso de formular un nuevo acuerdo ya ha empezado. A finales de 2007, se celebró un encuentro internacional en Bali para empezar a planificar un sucesor del Protocolo de Kioto. Este acuerdo ayudará a la mejora a partir de los éxitos y fracasos de dicho protocolo a la hora de producir un método más efectivo de reducción de las emisiones de gases de efecto invernadero (CMNUCC). Si estos esfuerzos tienen éxito, los efectos del cambio climático sobre la biodiversidad del holártico y del resto del mundo serán menores.
La lucha contra la fragmentación de hábitat es un importante reto por conservar la amplia variedad de especies del holártico. Algunos esfuerzos se limitan a una escala local de protección, mientras que otros tienen un alcance regional. Entre los esfuerzos locales se encuentran la creación de reservas y el establecimiento de rutas seguras para los animales que cruzan carreteras y otras barreras creadas por los seres humanos. Los esfuerzos regionales para combatir la fragmentación de hábitat adoptan un alcance más amplio.
Un esfuerzo así de importante en el holártico es la Iniciativa para la Conservación desde Yellowstone a Yukon (Yellowstone to Yukon Conservation Initiative). Esta organización se inició en 1997 para ayudar a establecer una red de protección contigua para las montañas Rocosas del norte, desde el centro de Wyoming hasta Yukón, en la frontera entre Alaska y Canadá. Agrupa una amplia variedad de organizaciones medioambientales con un propósito compartido. La meta de esta iniciativa es crear un núcleo de zonas protegidas, conectadas por corredores y rodeadas por zonas tapón (buffer zones en inglés). Esto mejorará las muchas zonas protegidas existentes en esta región, con énfasis en la integración del plan de conservación con las actividades humanas actuales y futuras en lugar de buscar su exclusión (Yellowstone a Yukon). Si estos esfuerzos tiene éxito, serán especialmente beneficiosos para especies de amplia distribución tales como los osos pardos. Si estas especies logran sobrevivir, otros miembros de las comunidades en las que viven sobrevivirán igualmente.

## Conclusión
La ecozona holártica representa un área enorme, compuesta por multitud de hábitats. Son hábitats diversos, pero comparten características que se extienden por todos los continentes. Muchas especies de plantas y animales pueden hallarse también en todos los continentes. Estas similitudes existen como resultado de la historia glacial compartida de estas regiones. La fragmentación de los hábitats y el cambio climático global son responsables de muchas de las amenazas de estos ecosistemas, aunque se están tomando medidas para mitigar dichas amenazas.